# Chalciope hoplitis
Chalciope hoplitis är en fjärilsart som beskrevs av Edward Meyrick 1902. Chalciope hoplitis ingår i släktet Chalciope och familjen nattflyn. Inga underarter finns listade i Catalogue of Life.